# Piazza della Libertà (Firenze)

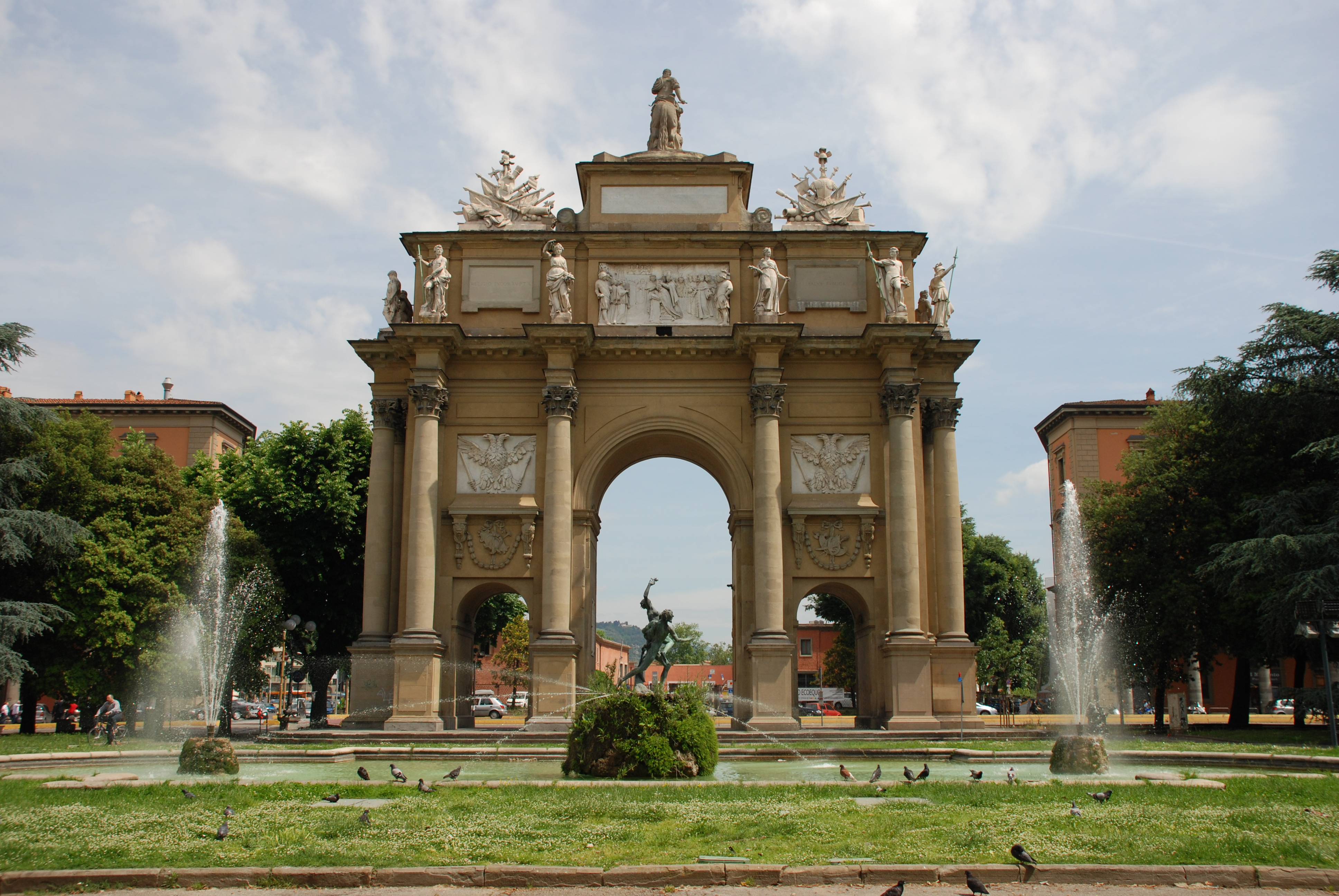
L'arco di Trionfo visto da Porta San Gallo

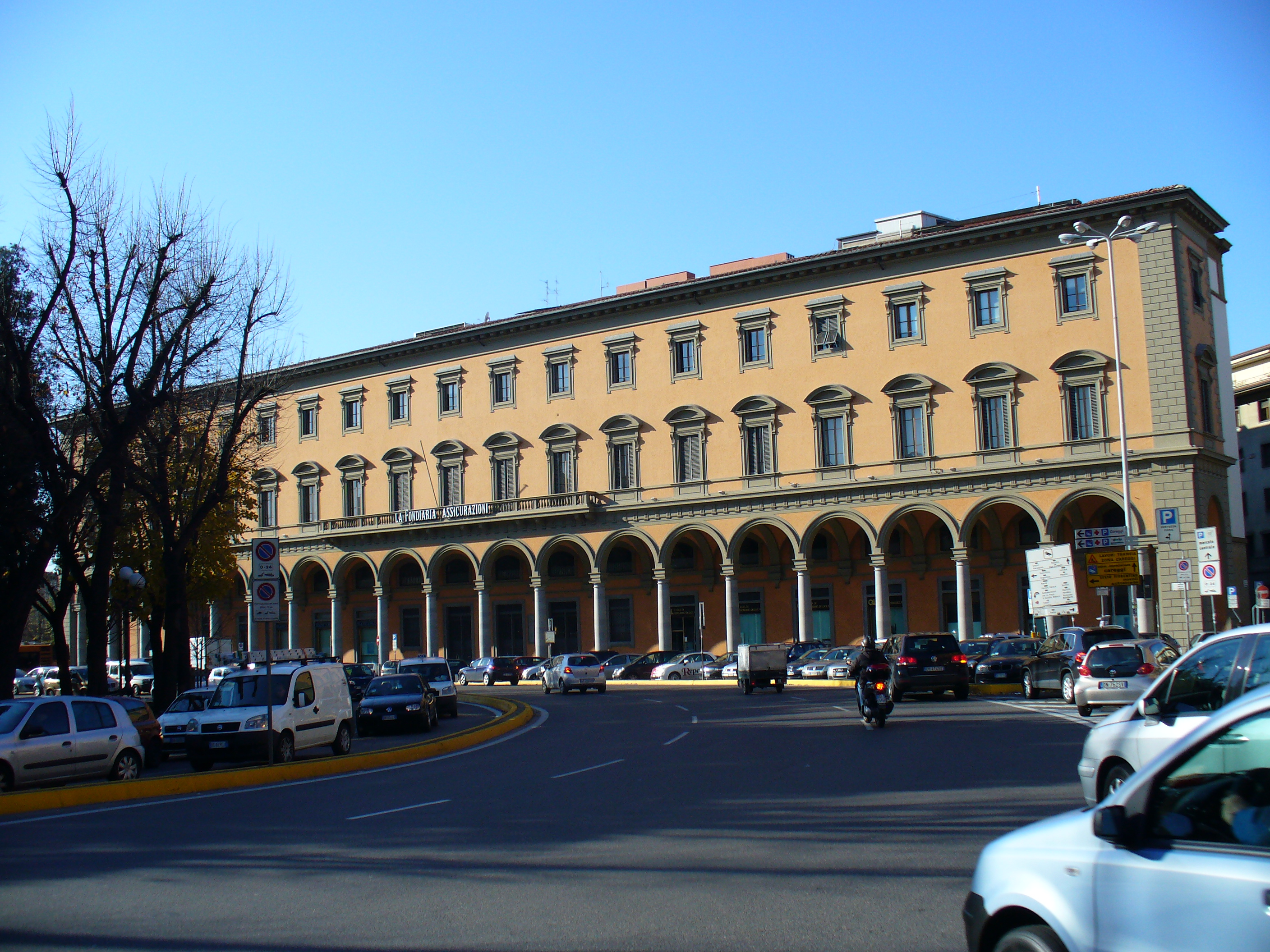
Palazzo Fondiaria Sai

Piazza della Libertà segna il punto più a nord del centro storico di Firenze. Fu realizzata nell'Ottocento nel corso dei lavori per la creazione dei Viali di circonvallazione.

## Storia e descrizione
Uno spiazzo attorno a Porta San Gallo esisteva dal Trecento e si chiamava appunto piazza di Porta San Gallo. Questo spazio un tempo era molto limitato per la presenza di un fossato difensivo. 
Una prima trasformazione si ebbe nel 1738 quando fu eretto l'Arco di Trionfo per celebrare a Firenze l'arrivo dei Lorena dopo l'estinzione dei Medici.
Dal 1865 la piazza venne stravolta per la demolizione delle mura, e venne ricostruita con un disegno completamente nuovo da Giuseppe Poggi, che tra il 1865 e il 1875 creò l'attuale piazza ellittica, circondata da palazzi analoghi stilisticamente, caratterizzati da portici in un sobrio stile classicheggiante. Al centro venne sistemato un giardino con l'antica Porta e l'Arco di Trionfo, separati da una fontana con laghetto. Vi vennero piantati tutt'intorno alberi d'alto fusto, che ombreggiano e fanno da cortina di separazione tra il giardino e il traffico dei viali che vi girano attorno. 
Nell'Ottocento la piazza era intitolata a Camillo Cavour. Nel 1930 la titolazione venne cambiata (essendoci già una via Cavour) e divenne piazza Costanzo Ciano, ammiraglio del regime; con la caduta in disgrazia di Galeazzo Ciano, all'inizio del 1944, la piazza dedicata a suo padre venne reintitolata a Ettore Muti, aviatore del Regime, ma soltanto per pochi mesi. Dopo la Liberazione (agosto 1944), il 20 ottobre 1944 la piazza prese il nome attuale di piazza della Libertà. 
Sul lato nord-occidentale della piazza si trova il palazzo del gruppo Fondiaria-SAI; era la sede storica de "La Fondiaria Assicurazioni", prima della sua incorporazione.
L'8 ottobre 2018 è stata tolta per sempre la storica insegna della secolare compagnia fiorentina e sostituita con quella della bolognese Unipolsai

## Il Parterre
Più complessa è la storia del Parterre, che chiude il lato nord della piazza. Come suggerisce il nome si trattava di un giardino "alla francese" voluto nel Settecento dal Granduca Pietro Leopoldo. Il Poggi non lo toccò, ma nel 1922 l'architetto Enrico Fantappié vi eresse il palazzo delle Esposizioni, che fu il principale centro fieristico della città fino alla creazione del Padiglione Spadolini nella Fortezza da Basso. Del palazzo originale oggi resta solo una parte, poiché in occasione dei Mondiali di Italia '90 venne costruito un grande parcheggio sotterraneo e un polo polivalente per iniziative culturali come concerti, proiezioni, presentazioni di libri, eccetera. 

## Altre immagini

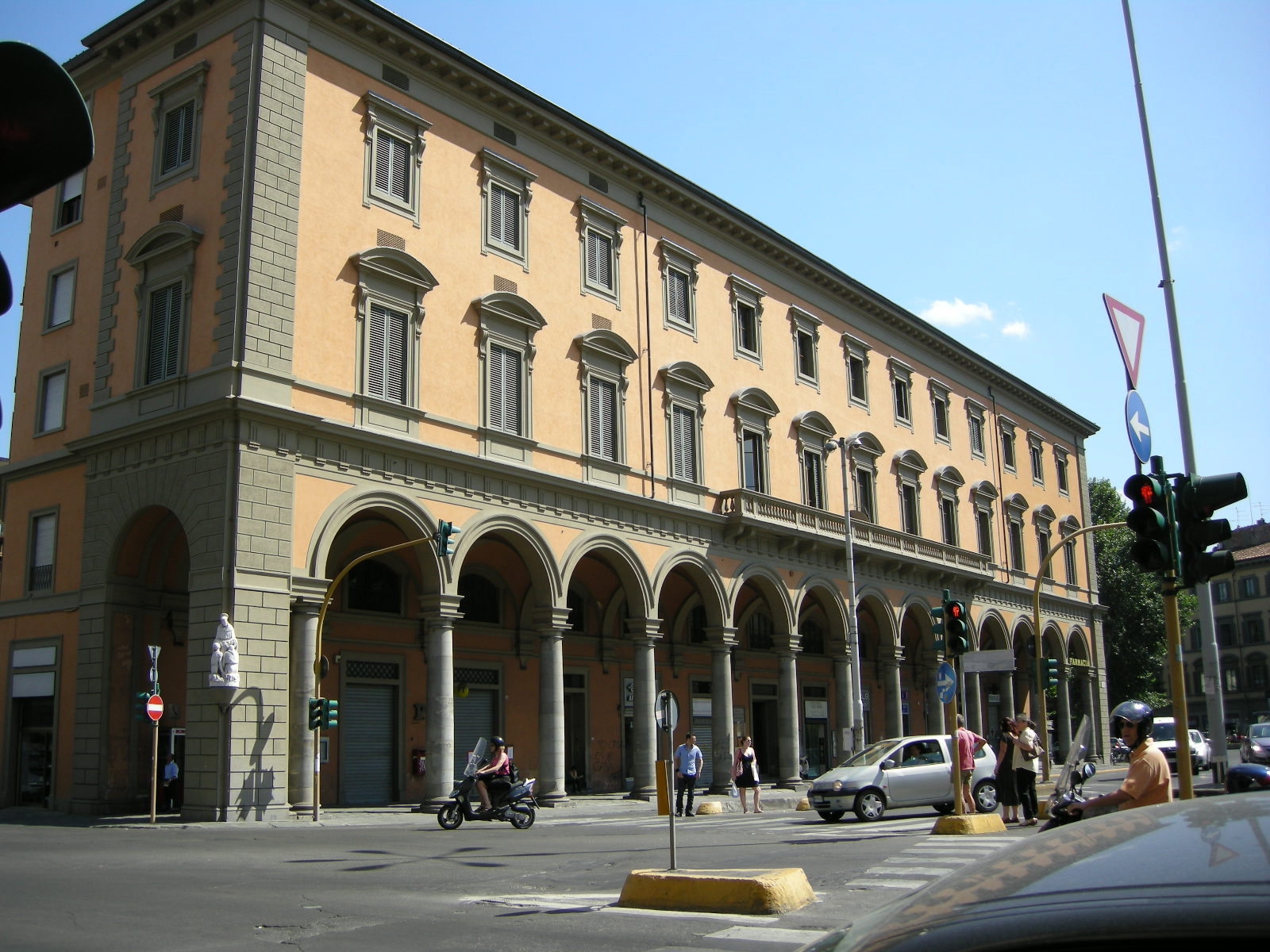
Portici
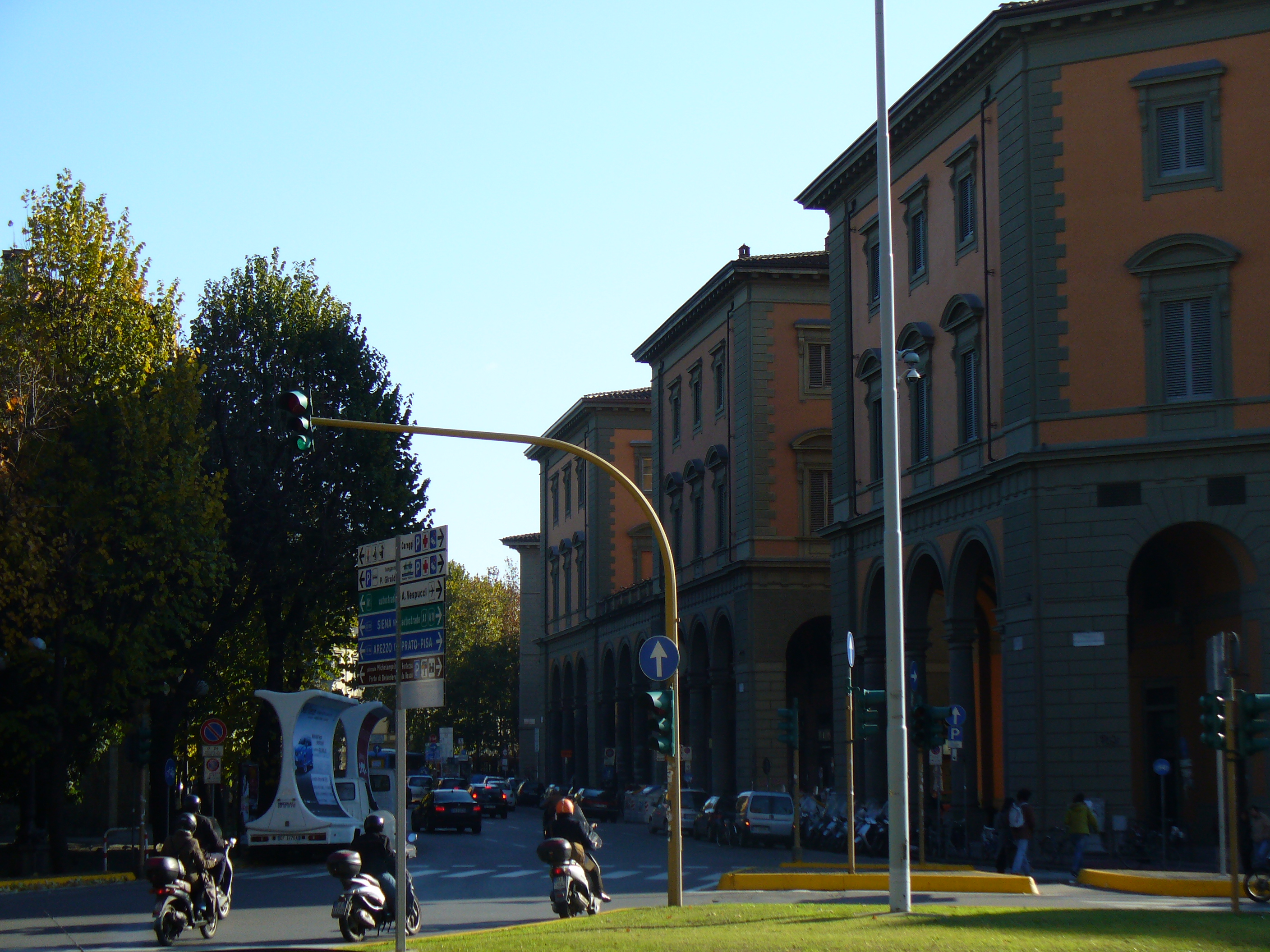
Scorcio della Piazza
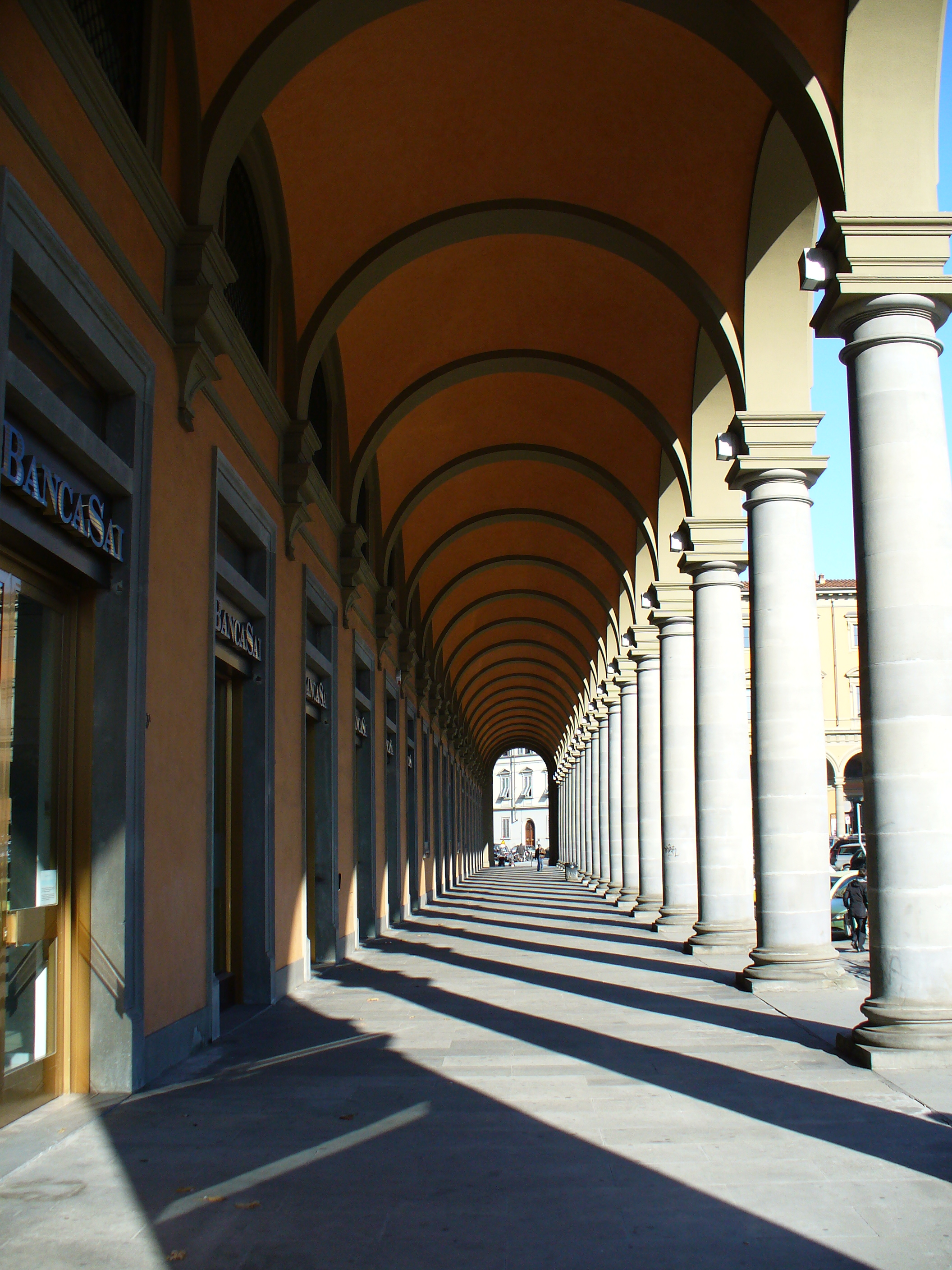
I portici del Palazzo della Fondiaria
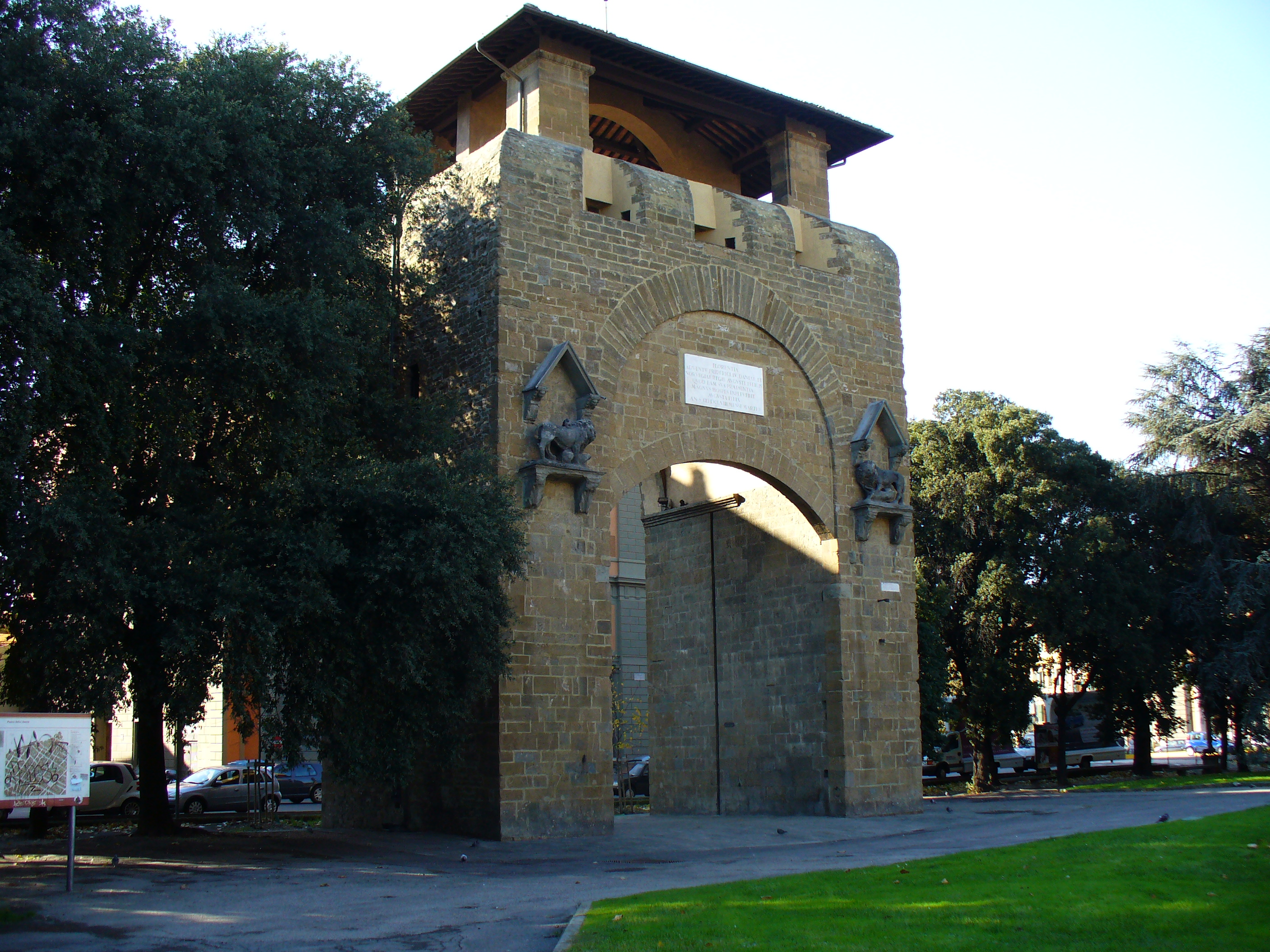
Porta San Gallo
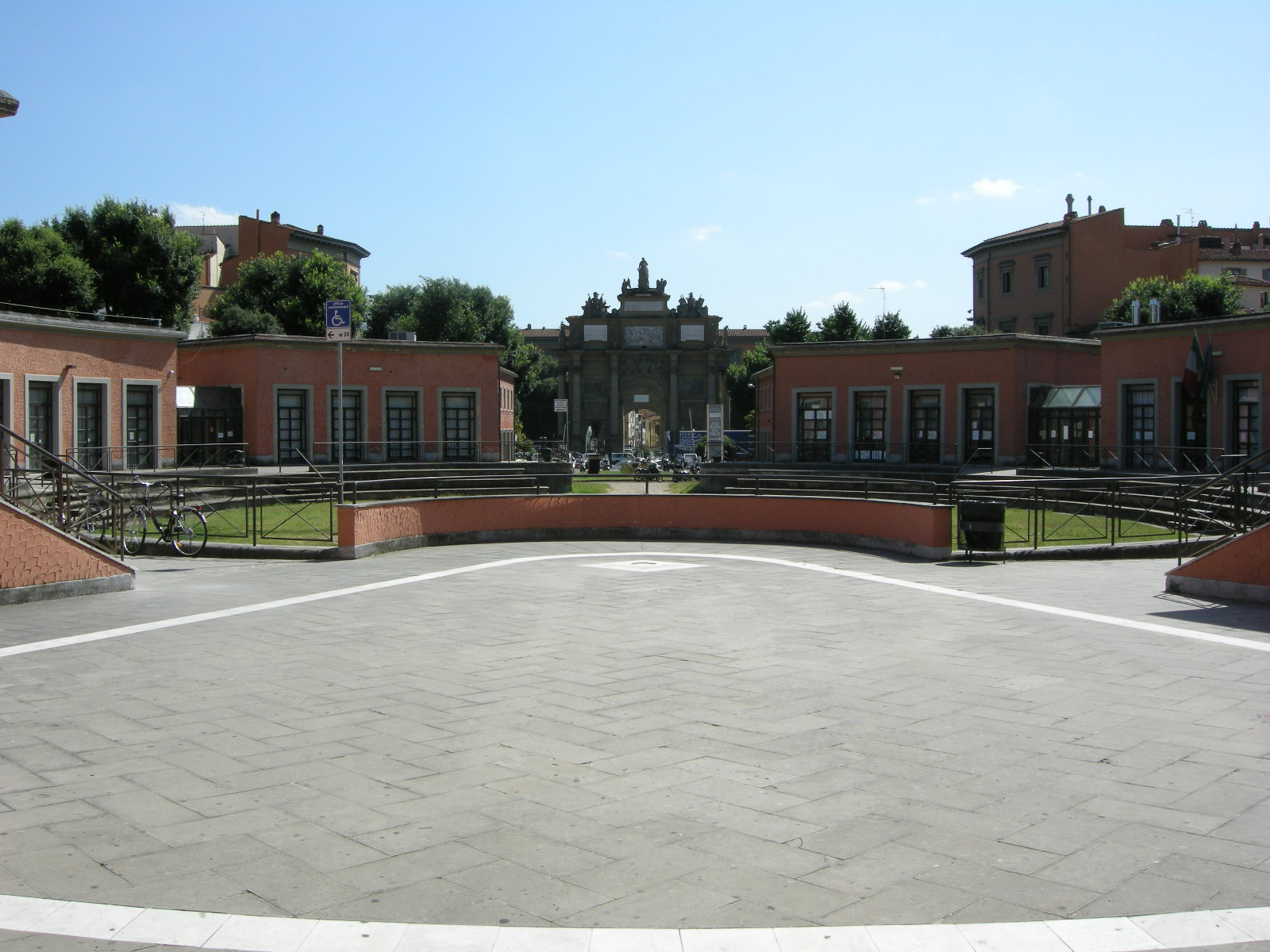
Parterre